# Yorton
Yorton – wieś w Anglii, w hrabstwie Shropshire. Leży 11 km na północ od miasta Shrewsbury i 229 km na północny zachód od Londynu.